# 4578 Kurashiki
4578 Kurashiki è un asteroide della fascia principale. Scoperto nel 1988, presenta un'orbita caratterizzata da un semiasse maggiore pari a 2,7157963 UA e da un'eccentricità di 0,2444465, inclinata di 5,26354° rispetto all'eclittica.